# Poppo Ier de Weimar-Orlamünde
Poppo Ier (nommé également Boppo), mort le 13 juillet avant 1044, fut comte de Weimar en Thuringe. Il est nommé margrave d'Istrie en 1012 et de la marche de Carniole en 1040 ; ses charges officielles continuèrent jusqu'à sa mort.

## Biographie
Poppo est le fils de Guillaume II dit le Grand, comte de Weimar, et d'une femme inconnue. Son père, le plus puissant noble en Thuringe, a été un partisan du duc Henri II de Bavière dans sa lutte contre son neveu le roi Otton III. Quand en janvier 1002 Otton meurt sans laisser de descendance, Guillaume soutient la candidature du duc Henri IV de Bavière, fils d'Henri II, lors d'élection du nouveau roi des Romains. En conséquence, son château à Weimar a été assiégé par les troupes de son rival le margrave Ekkehard de Misnie. Guillaume II mourut après une année ; c'est le frère de Poppo, Guillaume III, qui lui succède. 
Poppo Ier épouse Hadamut (morte après 1040), la fille et héritière d'un comte Weriand, qui en 1001 reçoit de l'empereur Othon III, des vastes domaines autour de Gorizia (Goritz) dans l'est du Frioul, à cette époque une partie de la marche de Vérone sous la suzeraineté des ducs de Carinthie et les patriarches d'Aquilée, ainsi que des terres dans la péninsule d'Istrie. Par son union, il hérite de ces droits en Istrie et du titre de margrave. Lorsque le roi Henri III hérite du duché de Carinthie en 1039 il établit des marches séparées en Istrie et en Carniole. Par la mère de son épouse, Poppo est également lié aux comtes d'Ebersberg en Bavière, qui détiennent des domaines en Carniole ; de ce fait, Poppo fut également nommé margrave de Carniole.

## Postérité
Hadamut lui donne un fils Ulrich Ier, qui succède à son père en 1045.